# Моноблок (компьютер)

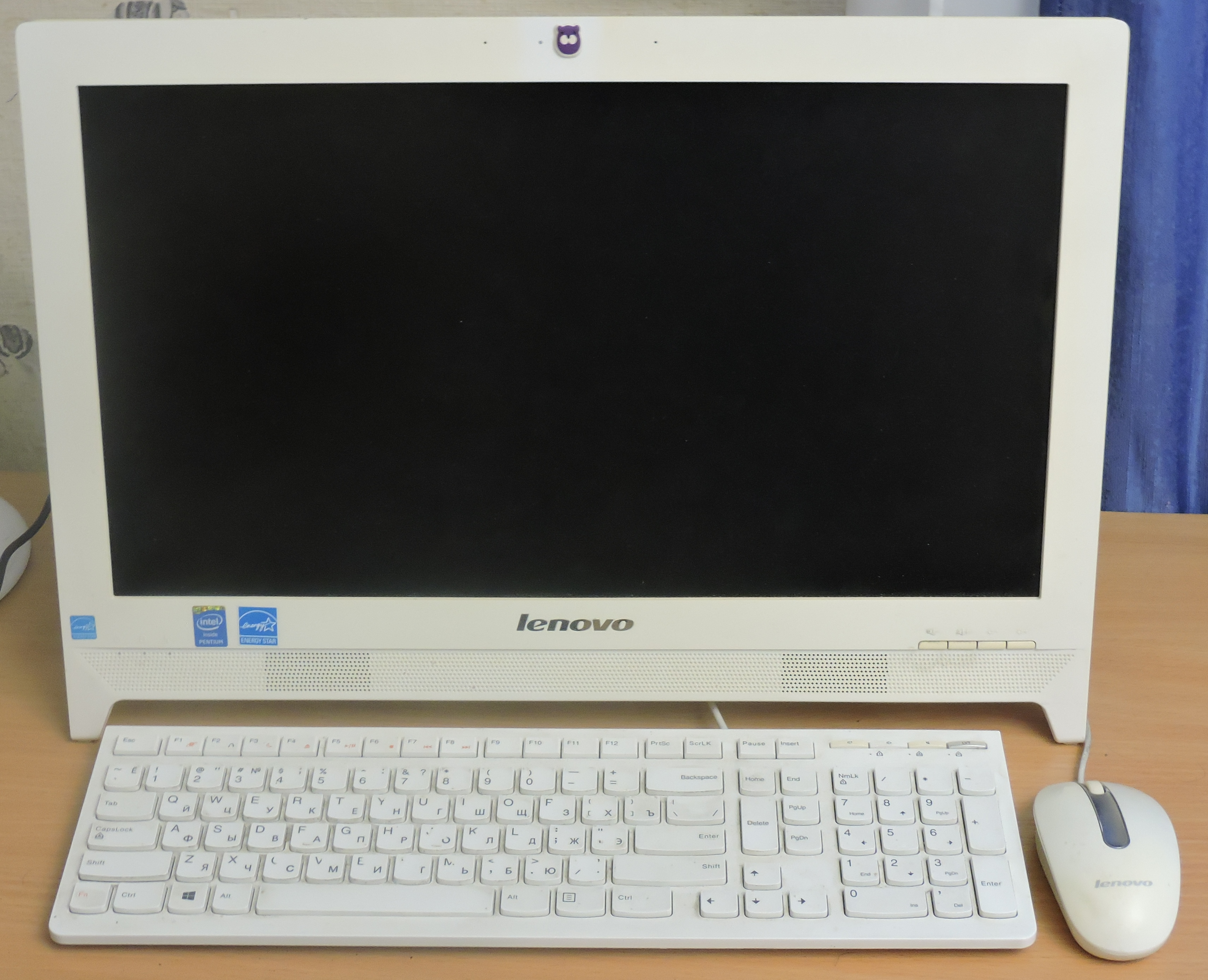
Компьютер-моноблок Lenovo C260, включающий в набор клавиатуру и мышь

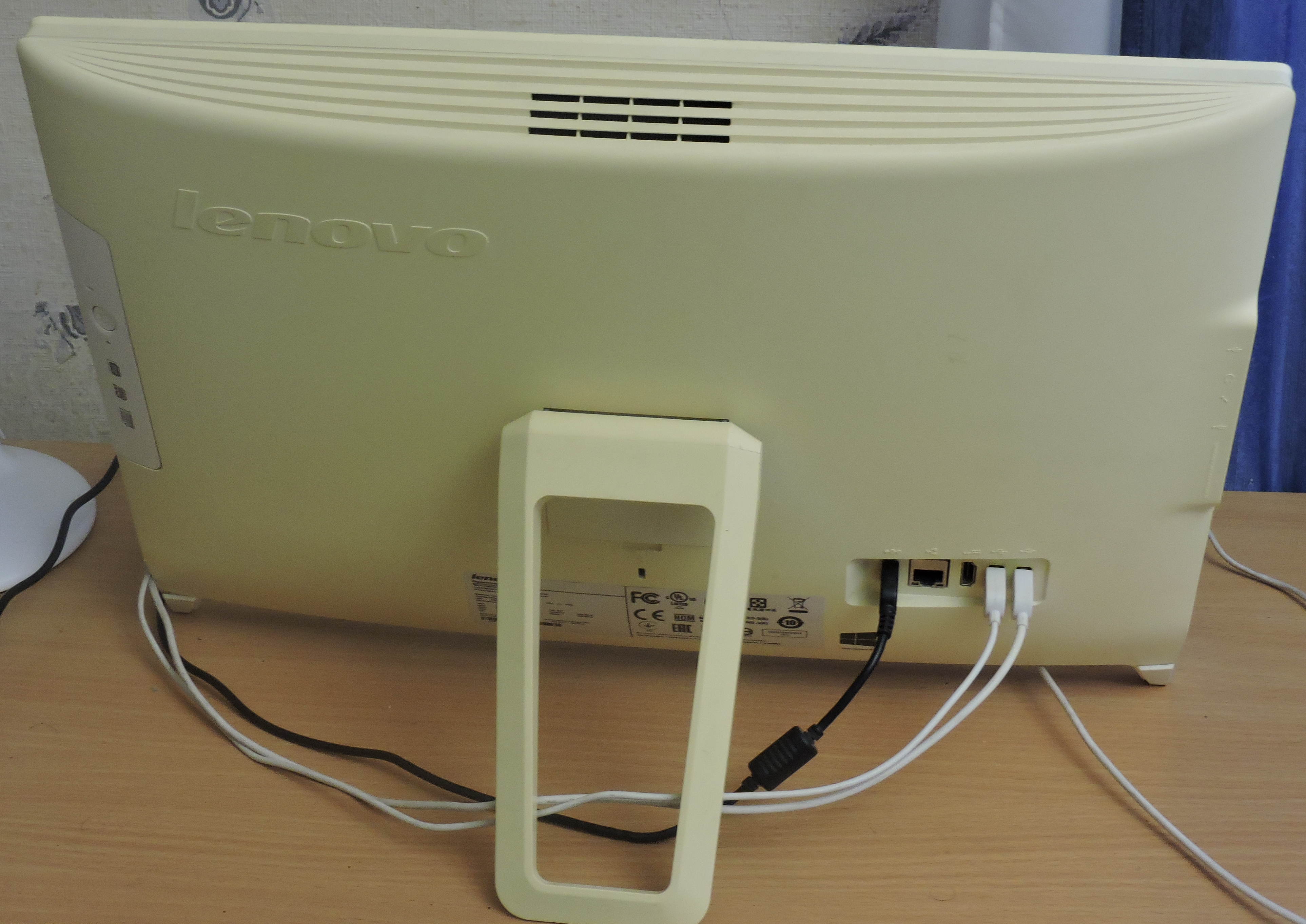
Тот же моноблок, вид сзади. Имеет подставку и несколько разъёмов (блока питания, RJ-45, HDMI и два USB). Решётка сверху - для выведения нагретого воздуха из радиатора кулера.

Монобло́к, или монипью́тер (англ. moniputer, all-in-one computer, AiO) — персональный компьютер или терминал, все устройства которого, за исключением клавиатуры, мыши и иногда блока питания, заключены в один корпус вместе с монитором. В 1970-начале 80-х годов существовали моноблоки, имеющие неотсоединяемую клавиатуру, классический пример - Commodore PET. Моноблочная компоновка пользовалась определённой популярностью со времён первых персональных компьютеров, но была менее распространена, чем настольные компьютеры, ноутбуки и планшеты. Моноблок позволяет быстро и легко оборудовать рабочее место и занимает меньше места, чем настольный компьютер формата ATX со всем необходимым оборудованием. Производятся и терминалы (тонкие клиенты) в форм-факторе моноблока. 

## История
Моноблоки появились почти сразу после появления персональных компьютеров как таковых, в 1970-х годах, к примеру именно таковым был Wang 2200, вышедший в 1973 году. Моноблоком также был IBM Datamaster, предшественник IBM PC, сильно повлиявший на применённые в нём технические решения, хотя в самом IBM PC компания отказалась от моноблочной компоновки, в пользу раздельных монитора и системного блока.
С середины 1980-х годов одним из известных производителей моноблочных компьютеров стала компания Apple, выпустившая на рынок модель Macintosh (хотя это и не первая их модель в данном форм-факторе). Также до широкого распространения ноутбуков определённой популярностью пользовались портативные моноблоки марки Dolch. В 1993 году корпорация Compaq представила имевшее успех семейство моноблоков Presario нацеленных на рынок домашних мультимедийных компьютеров. 
В 1998 году компания Apple представила снискавший широкую популярность моноблочный компьютер с ЭЛТ дисплеем под маркой iMac,   вызвавший появление моделей-клонов со стороны производителей PC-совместимых компьютеров, таких  как например, Gateway Astro. 

#### Компьютеры-моноблоки с жидкокристаллическими дисплеями
В конце 1996 года компания Compaq представила модель Presario 3020, первый моноблок с цветным ЖК дисплеем по цене 3500$. В 1997 году компания Apple выпустила компьютер в форм-факторе моноблока с цветным жидкокристаллическим дисплеем диагональю 12 дюймов - The Twentieth Anniversary Macintosh. Выпущенная ограниченным тиражом модель потерпела коммерческий провал из-за высокой стоимости, но позднее на новый перспективный сегмент рынка обратили внимание производители PC-совместимых компьютеров: в 1998-1999 годах свои модели моноблочных ПК с жидкокристаллическими дисплеями представили компании Hitachi VisionDesk 1330, Gateway Profile и Packard-Bell NEC Z1. Распространение подобных моделей в тот момент сдерживалось высокой ценой жидкокристаллических матриц существенно увеличивавших общую стоимость компьютеров. После серьезного падение стоимости на ЖК дисплеи в начале 2000-х годов, фактически начавших замещать собой традиционные ЭЛТ дисплеи, на данный сегмент вновь обратила внимание компания Apple, в начале 2002 года представившая модель iMac G4 ( также получившей неофициальные названия «подсолнух» или «лампа Джобса»).  

###### В России
В августе-сентябре 2000 года производственным подразделением российского концерна "Белый Ветер", Roverbook был запущен проект WindRover (LCD PC), в рамках которого в 2000-2002 годах было начато производство моделей компьютеров-моноблоков с 15 и 17 дюймовыми жидкокристаллическими дисплеями.  В октябре 2008 года крупным российским производителем Kraftway были выпущены первые компьютеры Kraftway Studio в моноблочном форм-факторе.

Галерея
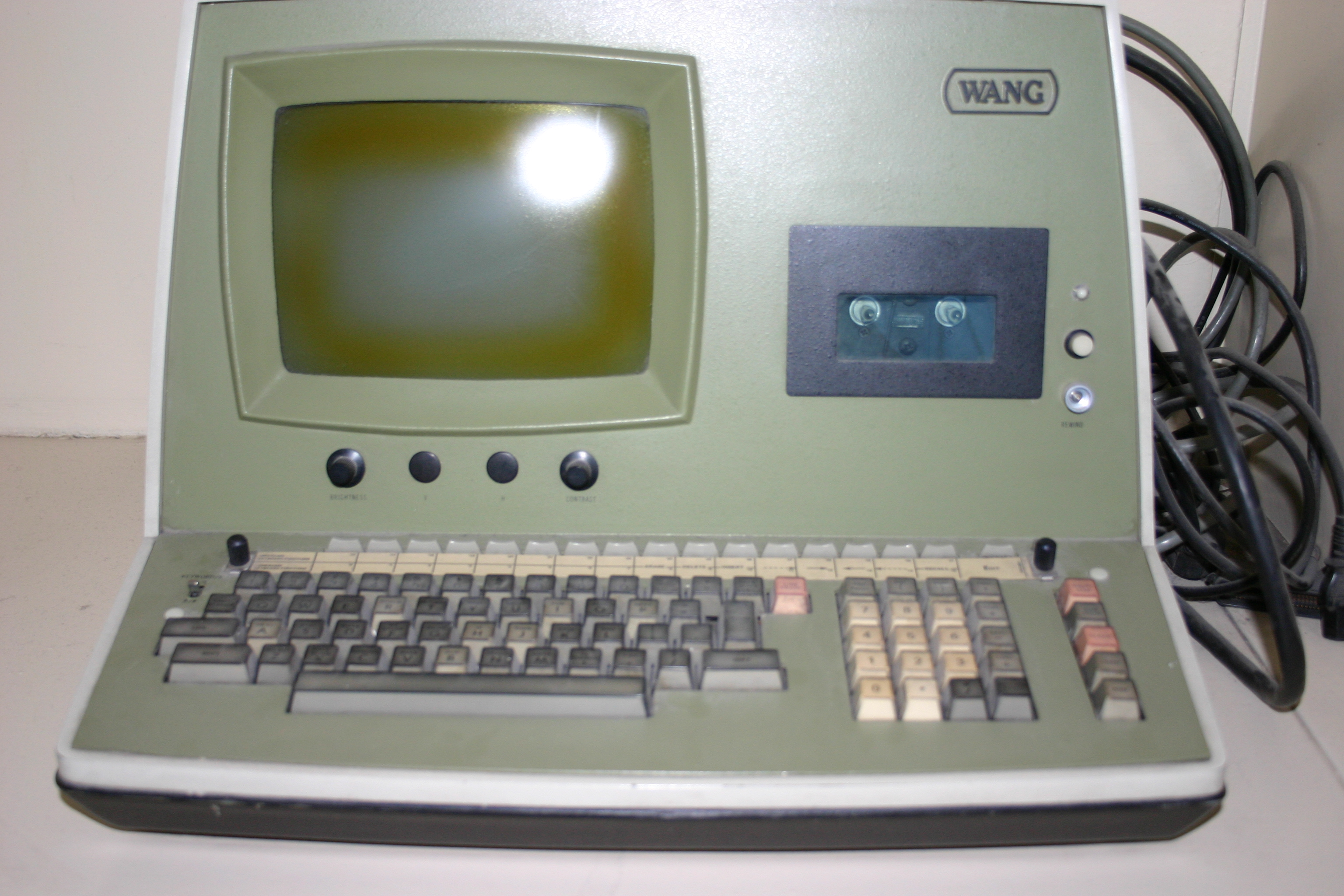
Wang 2200, 1973 — один из первых моноблочных ПК с ЭЛТ-монитором
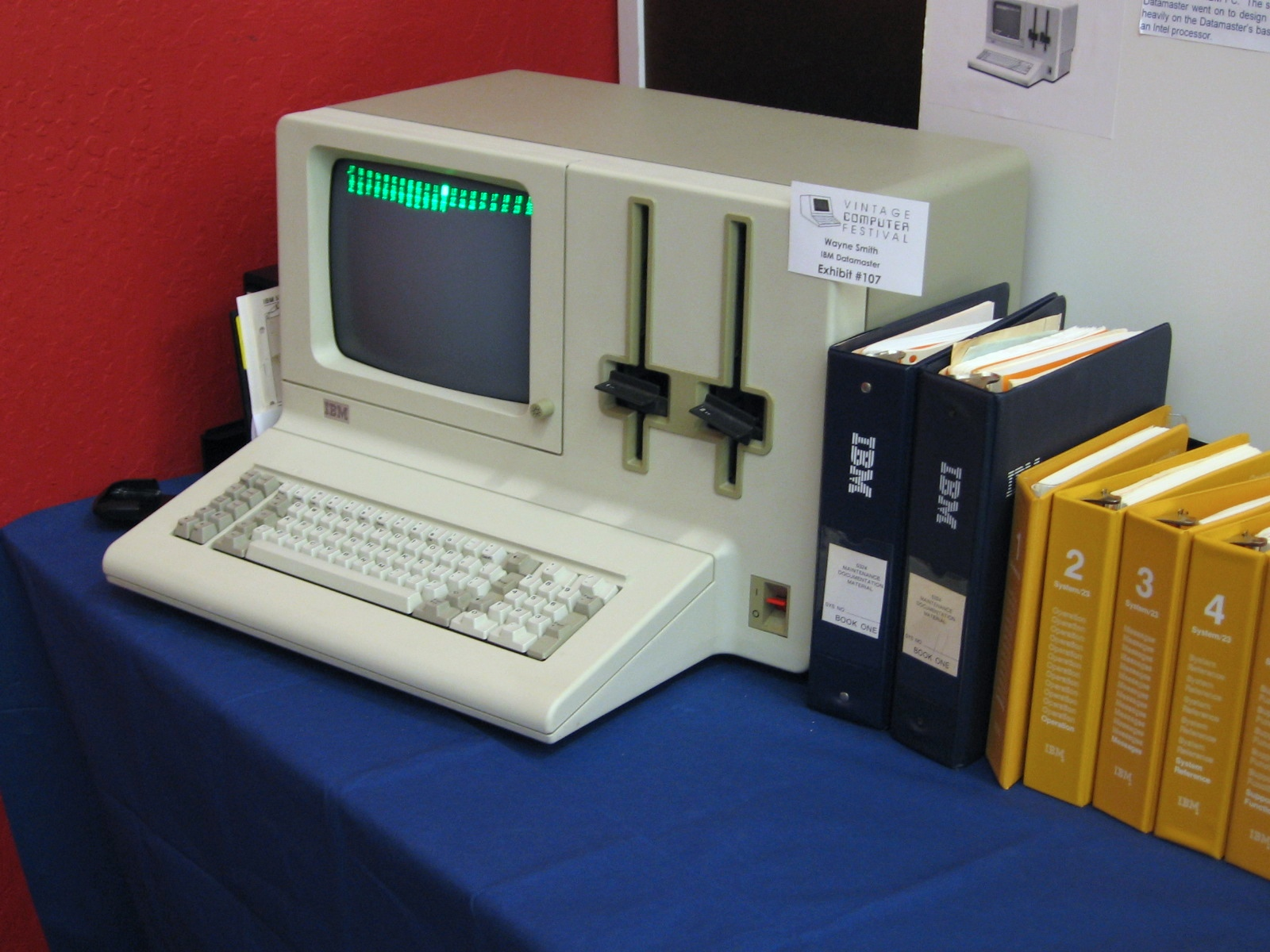
IBM Datamaster, 1981
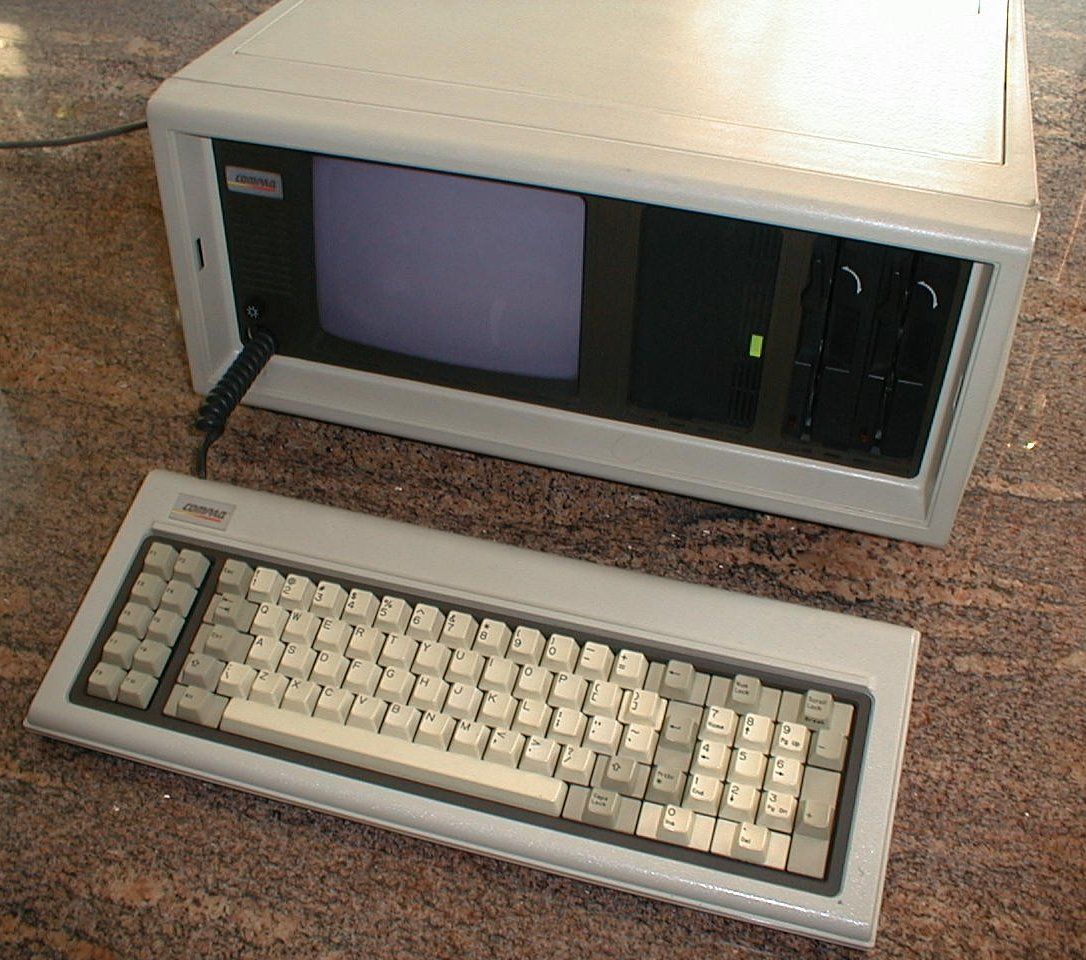
Compaq portable[англ.], 1983
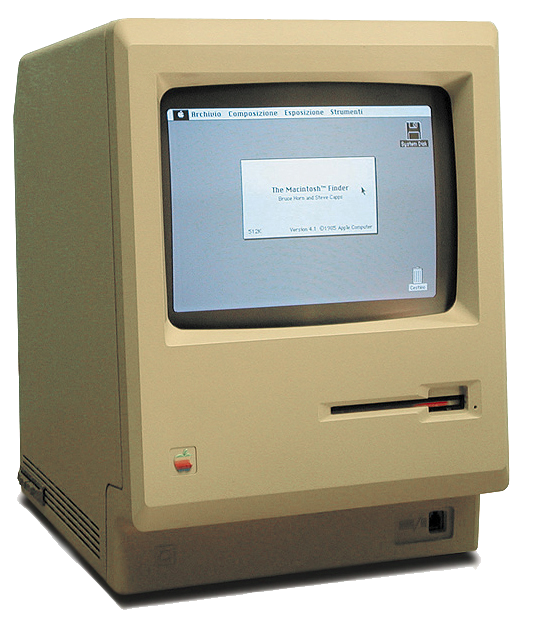
Macintosh 128k, 1984
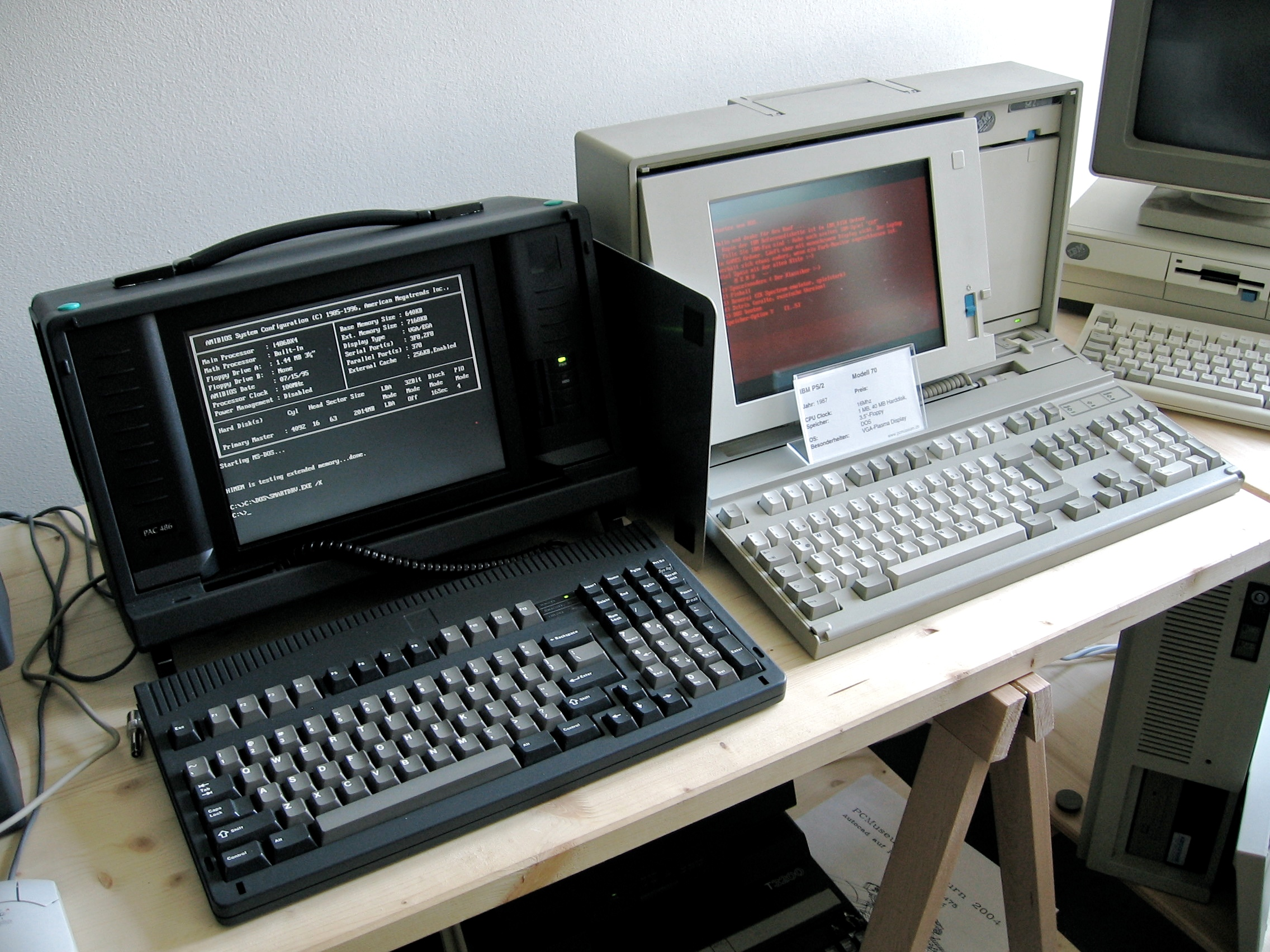
Dolch[англ.] PAC 486 и IBM PS/2 P70 portable — середина 1990-х
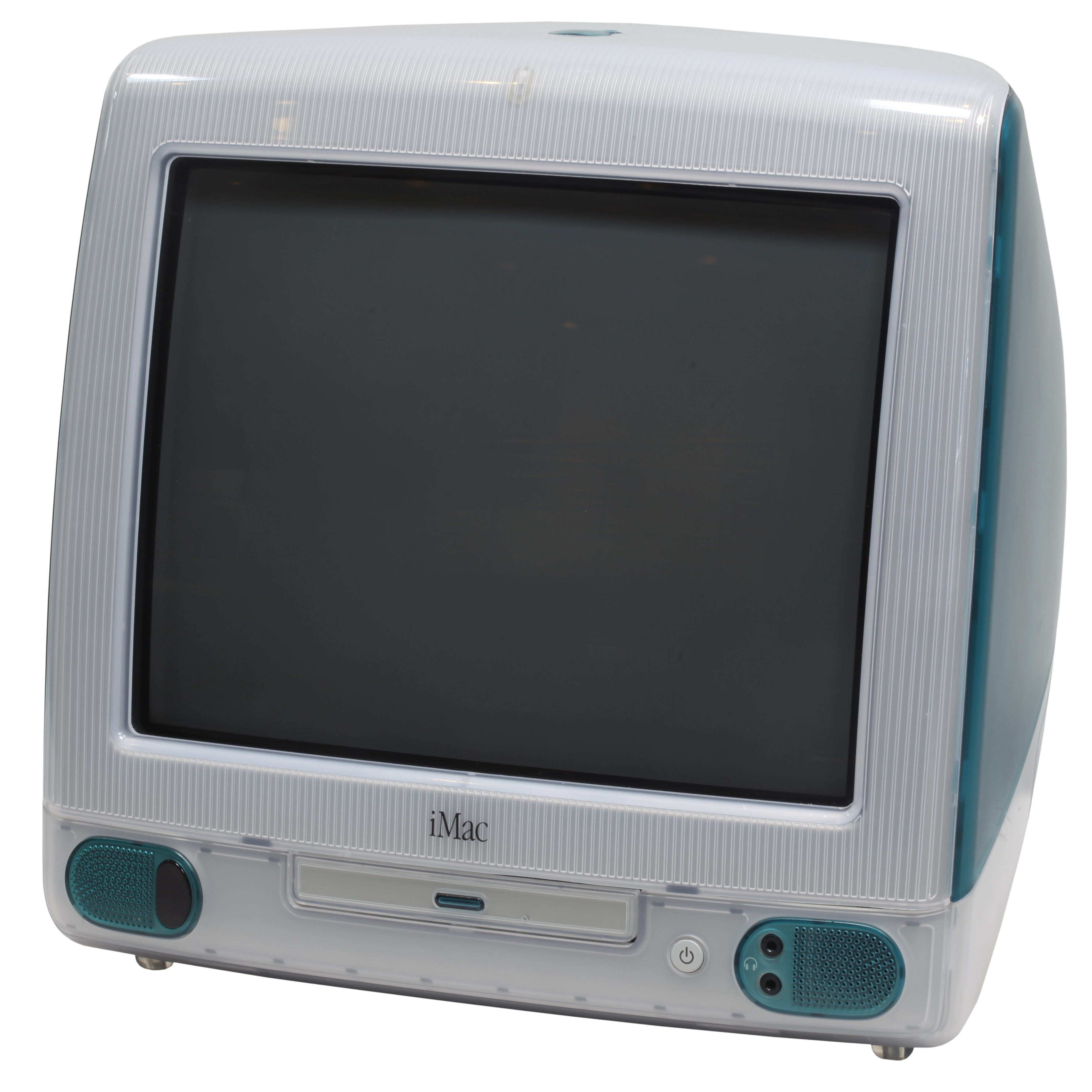
iMac G3 — 1998
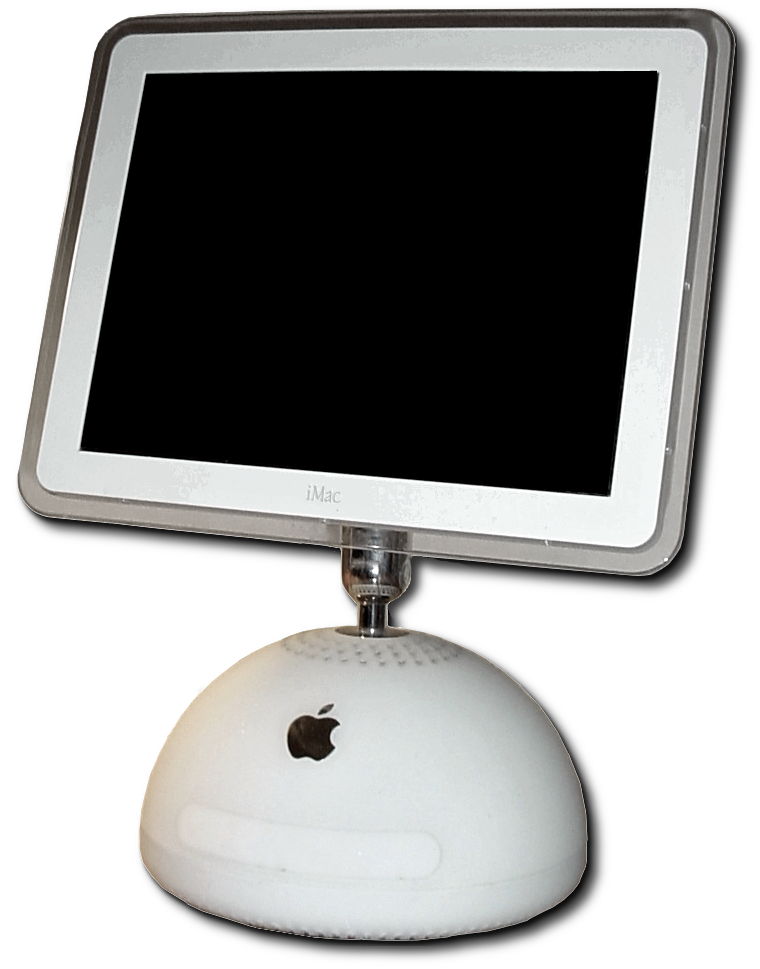
iMac G4 («лампа Джобса»), 2002
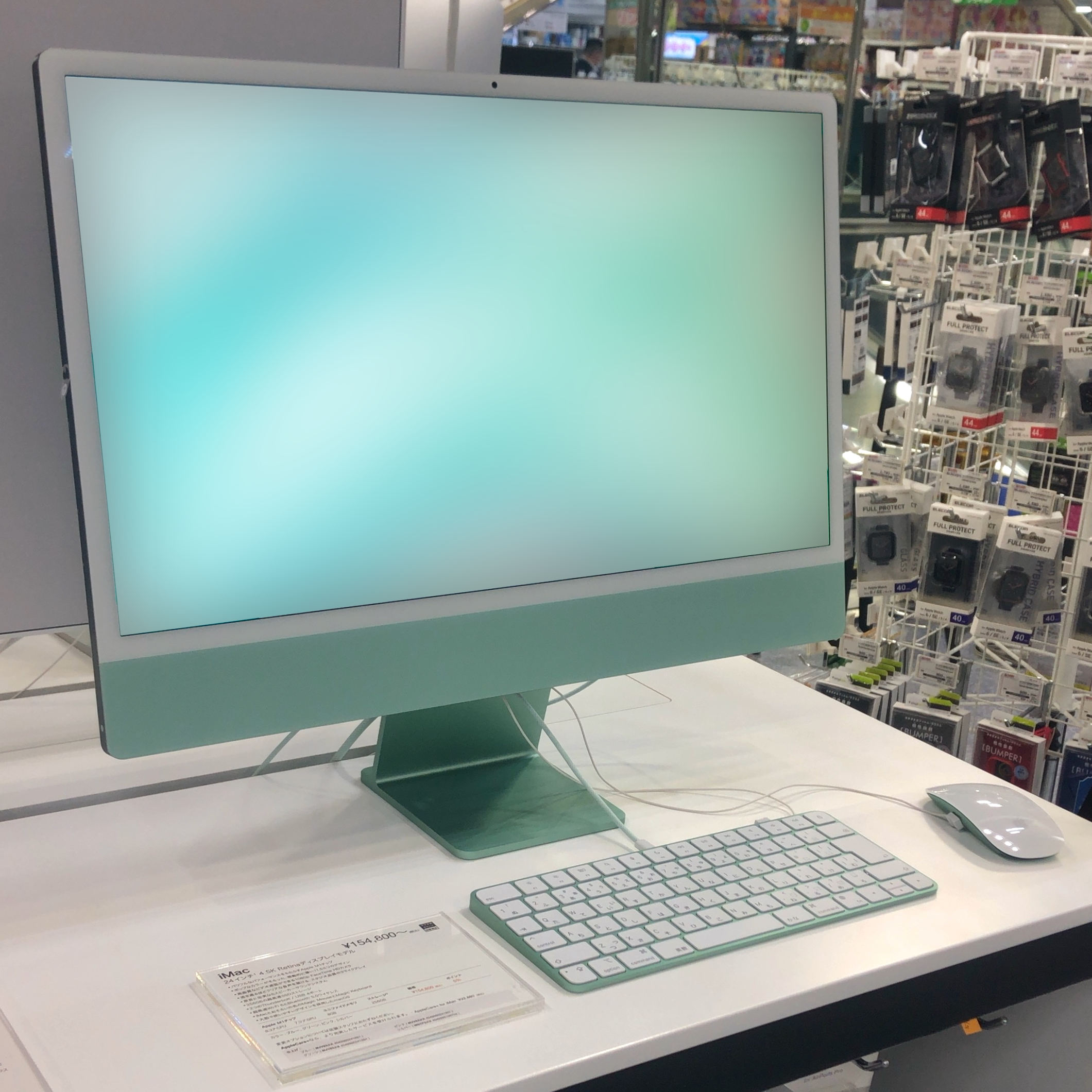
iMac M1, 2021